# Karol Marconi

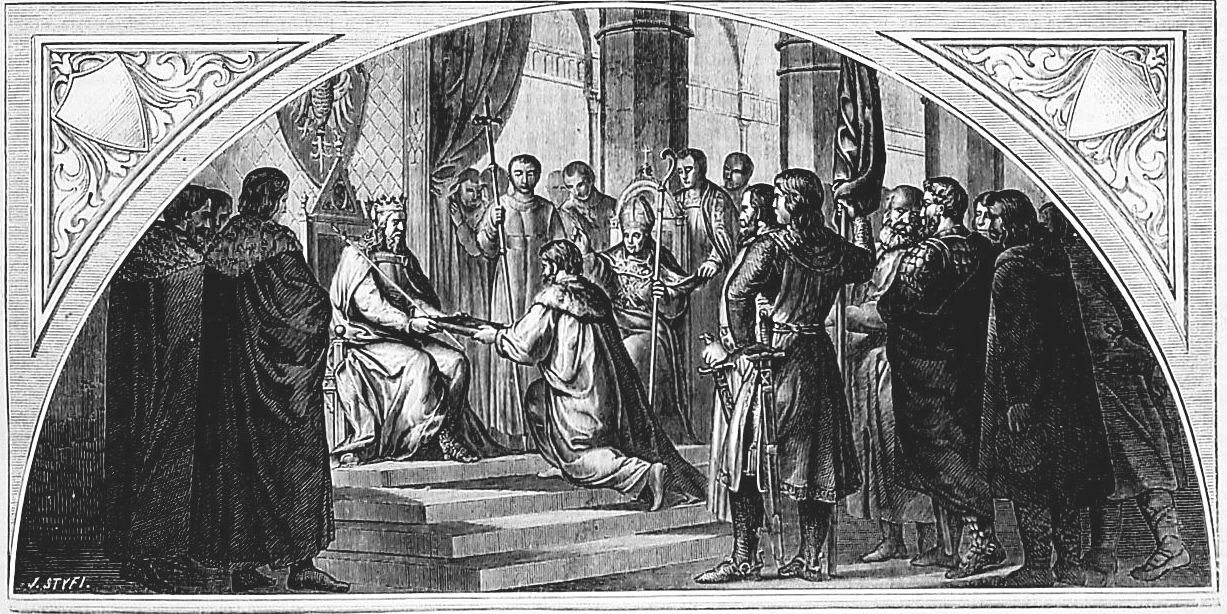
Karol Marconi, Nadanie statutu wiślickiego przez Kazimierza Wielkiego, reprodukcja fresku z Sali Głównej Towarzystwa Kredytowego Ziemskiego

Karol Antoni Marconi (ur. 18 listopada 1826 w Warszawie, zm. 25 października 1864 we Florencji) – polski malarz. Syn Henryka i spolonizowanej Szkotki Małgorzaty z Heitonów (1807–1884). Jego żoną była Emilia Gawęcka (1834–1902). Jego braćmi byli Leandro i Władysław Marconi.
Po ukończeniu gimnazjum realnego w Warszawie, uczył się u Włocha Chiariniego i jego pierwsze prace to przyozdobienie ścian pałacu w Wilanowie. W 1844 wyjechał do Włoch na dalszą naukę, gdzie poświęcił się rysunkowi i malowidłom naściennym w tzw. stylu pomnikowym. W trakcie licznych podróży zapadł na zdrowiu, co zmusiło go później do wyjazdów leczniczych.
W 1850 wrócił do Polski i pierwszą jego pracą było wnętrze Pałacu Marconich, następnie salę w Instytucie Ociemniałych i Głuchoniemych przy pl. Trzech Krzyży w Warszawie, następnie willa Kronenberga i Hotel Europejski. Najważniejszą jego pracą było ozdobienie sali zebrań w Towarzystwie Kredytowym Ziemskim.
Pomimo pogłębiającej się gruźlicy, czemu sprzyjały trudne warunki pracy malarza, często w pozycji poziomej z przegiętą do tyłu głową, zabrał się za przyozdabianie kościoła św. Anny w Wilanowie i pw. Niepokalanego Poczęcia na Grzybowie, w międzyczasie dwa swoje malowidła umieszczając w nowo zbudowanej kaplicy grobu Pańskiego w kościele Karmelitów Bosych.
Zmarł w wieku 37 lat na gruźlicę w trakcie wyjazdu do Florencji w celach leczniczych. Oprócz jego wielu zrealizowanych prac, pozostało po nim też wiele szkiców, głównie węglem.